# Kota Yanagisawa
Kota Yanagisawa (柳澤 宏太 Yanagisawa Kota?, nacido el 8 de abril de 1982 en Gunma) es un exfutbolista japonés. Jugaba de defensa y su último club fue el ALO's Hokuriku de Japón.

## Trayectoria

### Clubes
| Club           | País  | Año         |
| -------------- | ----- | ----------- |
| Thespa Kusatsu | Japón | 2005 - 2006 |
| ALO's Hokuriku | Japón | 2007        |